# Anders Westerlund
Anders Erik Westerlund, född 16 november 1921 i Engelbrekts församling i Stockholm, död 26 augusti 2021, var en svensk militär och hastighetsflygare med världsrekord.
Efter studentexamen i Uppsala 1942 gav Westerlund sig in på den militära banan, avlade officersexamen 1945 samt gick Flygkrigshögskolans akademiska kurs och stabskurs 1953. Han var divisionschef vid Upplands flygflottilj (F 16), lärare vid Flygvapnets bomb- och skjutskola, adjutant vid Tredje flygeskadern (E 3), flygchef vid Svea flygflottilj (F 8) och ställföreträdande avdelningschef vid Flygstaben. 1964 blev han överstelöjtnant inom Flygvapnet.
Han slog världsrekord i hastighetsflygning på 500 kilometer sluten bana 1954. Han hade flera utmärkelser: Jugoslaviska Luftstridskrafternas flygmärke (JugLstrm), Franska Luftstridskrafternas flygmärke (FrLstrm) och en medalj från Kungliga svenska aeroklubben (KSAKSMmv).
Anders Westerlund var son till bankdirektören Erik Westerlund och Disa Sahlin. Han var från 1953 till hustruns död gift med Birgit Nanne (1924–2001) som är mor till Göran Ewerlöf och dotter till direktören Anders Nanne och Ingrid Mohlander. Tillsammans fick de sonen Magnus (född 1954), vilken i dag heter Irion Nanne och har gett ut böcker under namnen Magnus Nanne och Irion Nanne.